# George Ticknor

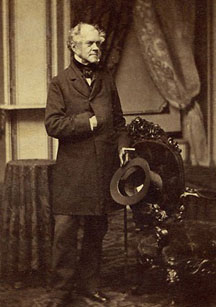
George Ticknor

George Ticknor (* 1. August 1791 in Boston, Massachusetts, Vereinigte Staaten; † 26. Januar 1871) war ein US-amerikanischer Akademiker, der auf Linguistik und Literatur spezialisiert war. Er ist insbesondere durch seine Arbeit hinsichtlich der Geschichte der spanischen Literatur und der Literaturkritik dazu bekannt geworden.

## Leben

### Ausbildung
George Ticknor erhielt seine frühe Schulbildung durch seinen Vater Elisha (1757–1821), der Direktor einer öffentlichen Schule und Begründer der Massachusetts Mutual Fire Insurance Company, dem System der kostenlosen Grundschulen in Boston und der ersten Sparkasse Neuenglands war.
Von 1805 besuchte er das Dartmouth College, das er 1807 abschloss. Die nächsten Jahre studierte Ticknor bei John Sylvester, John Gardiner und Samuel Parr Latein und Griechisch, bevor er 1810 ein Studium der Rechtswissenschaften aufnahm. Drei Jahre später wurde er als Rechtsanwalt zugelassen. Ticknor eröffnete eine Kanzlei in seiner Heimatstadt, gab diese jedoch nach einem Jahr auf und ging 1815 nach Europa, wo er fast zwei Jahre an der Universität Göttingen studierte.

### Beruf
Nach seiner Rückkehr wurde er 1817 zum Professor für Französisch und Spanisch sowie der Belles-Lettres an der Harvard-Universität ernannt. Nach einem Studienaufenthalt in Frankreich, Spanien und Portugal nahm er 1819 die Lehrtätigkeit auf.
Während dieser Zeit trat er für die Aufteilung der Studenten nach Fortschrittsgard ein und reorganisierte seinen eigenen Lehrstuhl. 1821 wurde er in die American Academy of Arts and Sciences gewählt. Im Jahr 1823 begann Ticknor und ein paar Kollegen einen teilweise erfolgreichen Versuch, Harvards starre Organisation aufzuweichen und das Curriculum zu reformieren. Er baute das Personal in seiner modernen Sprachabteilung auf, vor allem im Jahr 1825 durch die Ernennung von Charles Follen als erster Lehrer in Deutsch in Harvard. Zu den besten Studenten in Ticknors Abteilung gehörten Francis James Child, James Russell Lowell, John Lothrop Motley, Charles Eliot Norton und Henry David Thoreau.
1835 gab er die Professur auf und ging nochmals für drei Jahre nach Europa; sein Nachfolger in Harvard wurde Henry Wadsworth Longfellow.

### Schriftsteller
Nach seiner Rückkehr in die Vereinigten Staaten widmete er sich der wichtigsten Tätigkeit in seinem Leben, der Geschichte und der Kritik spanischer Literatur, womit er in vieler Hinsicht Neuland betrat. In seinen Vorlesungen baute er das Schema seines Werks History of Spanish Literature (New York und London 1849, 3 Bde.; 4. Aufl. 1872), worin er die Resultate dreißigjähriger Studien verwertete.

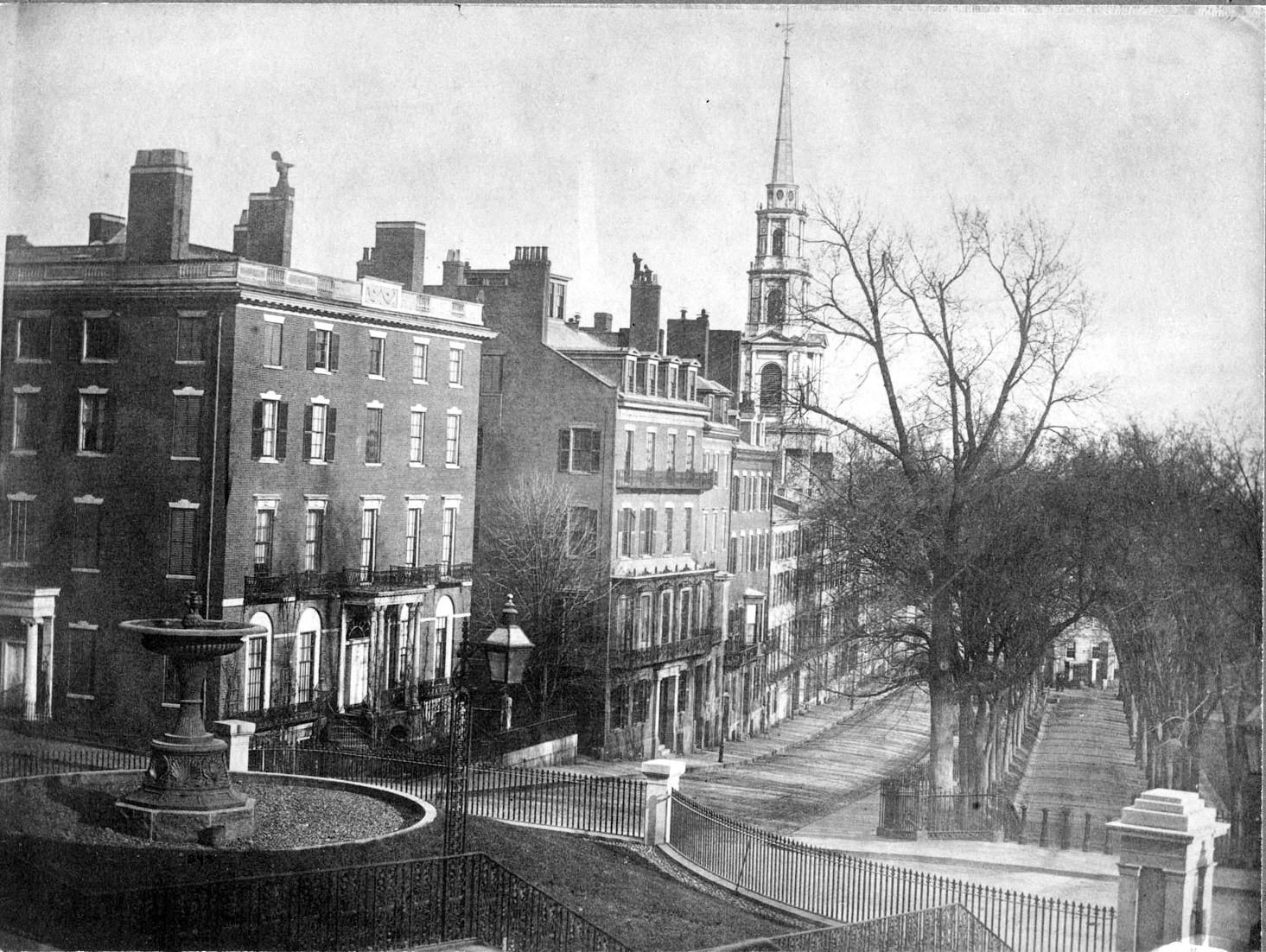
Ticknor House (links), Park Street, Boston. Photo von Southworth & Hawes, 1858.

Dieses damalige Standardwerk wurde von 1851 bis 1857 von Pascual de Gayangos y Arce ins Spanische übersetzt, die Übersetzung ins Deutsche besorgten Nikolaus Heinrich Julius und Ferdinand Wolf (Leipzig. 1867, 2 Bde.). Zwischen 1854 und 1888 erschienen fünf Neuauflagen. Die dritte Auflage von 1863 war erweitert und korrigiert, die vierte von 1872 enthielt die letzte Fassung des Autors selbst. Außerdem schrieb Ticknor eine Biographie Lafayettes und des Historikers Prescott (1863, neue Ausg. 1882).
Neben seiner akademischen Tätigkeit war Ticknor Nachfolger seines Vaters als Mitglied des Primary School Board (1822–1825), war 1823–1832 im Vorstand des Boston Athenaeum und 1833 dessen stellvertretender Direktor sowie 1827–1835 Direktor und 1841–1862 stellvertretender Direktor der Massachusetts Hospital Life Insurance Company. Außerdem war er 1826–1830 im Vorstand des Massachusetts General Hospital und 1830–1850 der Boston Provident Institution for Savings, die sein Vater mitbegründet hatte.

### Gründungsmitglied der Boston Public Library
1852 wurde Ticknor in ein Komitee berufen, das zum Ziel hatte, die Boston Public Library zu gründen. Mit Hilfe von Edward Everett, der ein erfolgreicher Politiker zu jener Zeit war und davor Präsident der Harvard-Universität (1846–1849), schrieb Ticknor die meisten Planungsberichte und sorgte für eine weite Verbreitung. Joshua Bates, ein in Boston geborener Bankier in London, las eine Kopie und wurde sofort der Hauptfinanzierer der Bibliothek mit einer Beteiligung von $50.000. Im Jahr 1853 versuchte Ticknor erfolglos, das Boston Athenaeum davon zu überzeugen, mit der geplanten Boston Bibliothek zu verschmelzen, die im Jahre 1854 eröffnete – mit 12.000 Bänden in zwei kleinen Räumen. Im Juni 1856 reiste Ticknor wieder nach Europa, ausgestattet mit Einkaufslisten der von Experten vorgeschlagenen Bücher. Er verhandelte 14 Monate mit Bibliothekaren und Buchhändlern in England, Deutschland, Österreich, Frankreich und Italien. 1860 spendete Ticknor 2.400 seiner eigenen Bücher zur Boston-Bibliothek und weitere bald danach. Er war 1852–1866 in deren Vorstand und wurde 1865 Vorsitzender. In seinem Leben spendete er dieser Bibliothek mehrfach Geld und Bücher und vermachte ihr seine eigene Büchersammlung, die vor allem spanische und portugiesische Literatur enthielt.
Ticknor starb am 26. Januar 1871.

## Werke

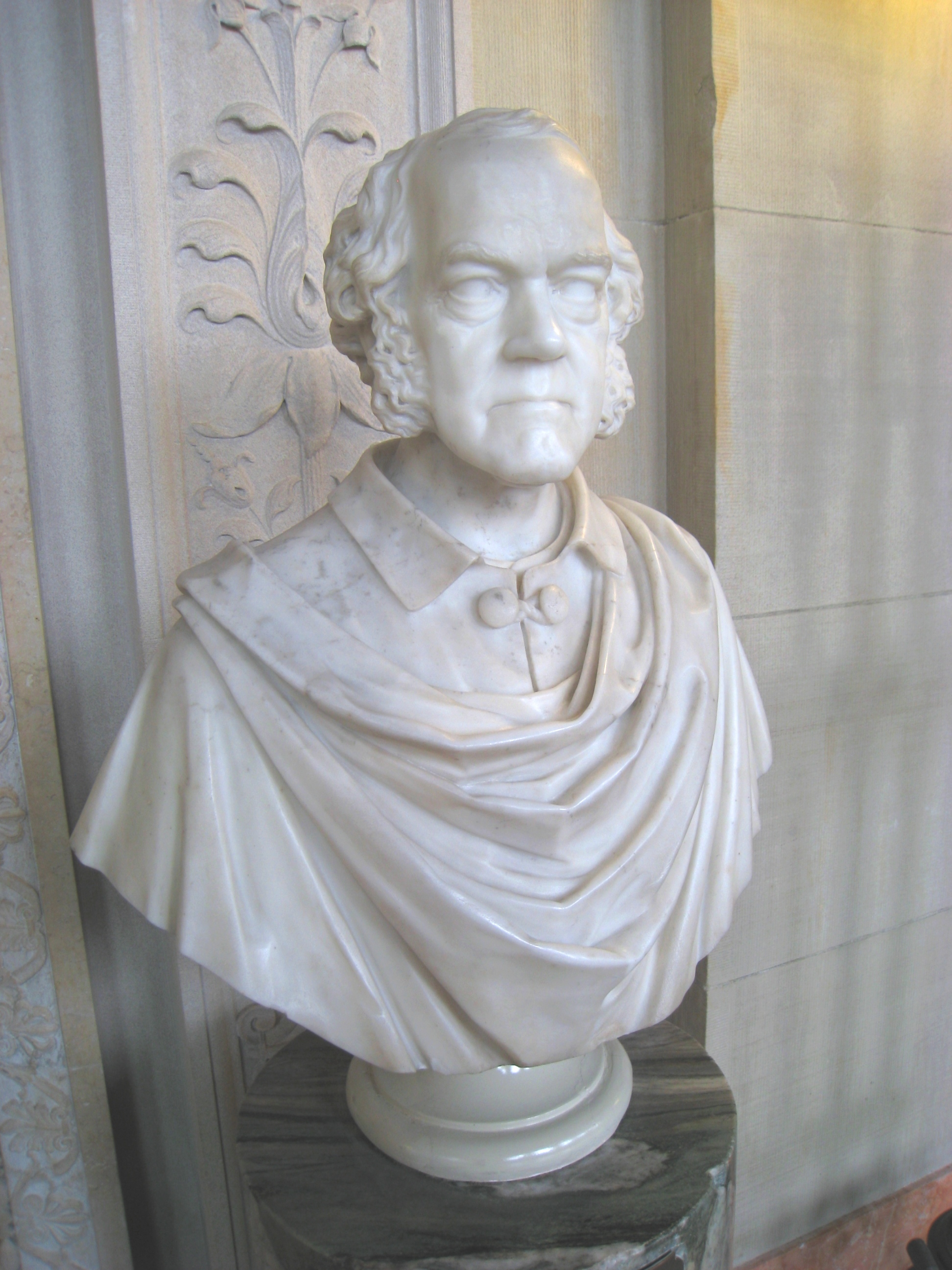
Büste George Ticknors in der Boston Public Library

Weitere Werke Ticknors sind unter anderem:
- Syllabus of a Course of Lectures on the History and Criticism of Spanish Literature (1823)
- Outline of the Principal Events in the Life of General Lafayette (1825)
- Remarks on Changes Lately Proposed or Adopted in Harvard University (1825)
- The Remains of Nathan Appleton Haven, with a Memoir of his Life. Hillard, Metcalf, & company, Cambridge MA 1827; Textarchiv – Internet Archive
- Remarks on the Life and Writings of Daniel Webster (1831)
- Lecture on the Best Methods of Teaching the Living Languages, delivered, in 1832, before the American Institute of Education
- History of the Spanish Literature. In Three Volumes.
  - Volume 1. Harper & Brothers, New York 1849; Textarchiv – Internet Archive
  - Volume 2; Textarchiv – Internet Archive
  - Volume 3; Textarchiv – Internet Archive
- Life of William Hickling Prescott (1864).
- Werke von und über George Ticknor in Internet Archive